# Horní Kruty
Horní Kruty là một làng thuộc huyện Kolín, vùng Středočeský, Cộng hòa Séc.